# ヤン・コスター
ヤン・コスター（Jan Koster、1945年7月8日 - ）は、オランダの言語学者。フローニンゲン大学名誉教授。専門は文法理論・言語哲学・言語学史。とくに語順・局所性・照応について顕著な業績をあげている。

## 人物
デルフト出身。アムステルダム大学に学び、1976年にアメリカ合衆国マサチューセッツ州ケンブリッジのマサチューセッツ工科大学に一時的に留学した後、1978年にアムステルダム大学からPh.D.を取得した。1986年にフローニンゲンに移るまでは、アムステルダム大学とユトレヒト大学で助教授 (assistant professor) を務め、また、ティルブルフ大学 (Tilburg University) の准教授であった。
ヘンク・ファン・リームスダイク (Henk van Riemsdijk) やジャン・ロジェ・ヴェルノー (Jean-Roger Vergnaud) とともに「GLOW Manifesto」という宣言を起草し、ヨーロッパにおける生成言語学の組織として、「旧世界の生成言語学」を意味するGenerative Linguistics in the Old World (GLOW) というグループを創設した。コスターは、学術誌『The Linguistic Review』の共同創設者のひとりであり、編集者でもあったが、現在はファン・リームスダイクやハリー・ファン・デル・フルスト (Harry van der Hulst) とともに『Studies in Generative Grammar』 （発行元は Mouton de Gruyter）の共同編集者となっている。

## おもな業績
- Locality Principles in Syntax (1978). Dordrecht: Foris.
- Domains and Dynasties (1987). Dordrecht: Foris.
- (With E. Reuland, Eds.) Long-Distance Anaphora (1991). Cambridge: Cambridge University Press.